# Félix Faure

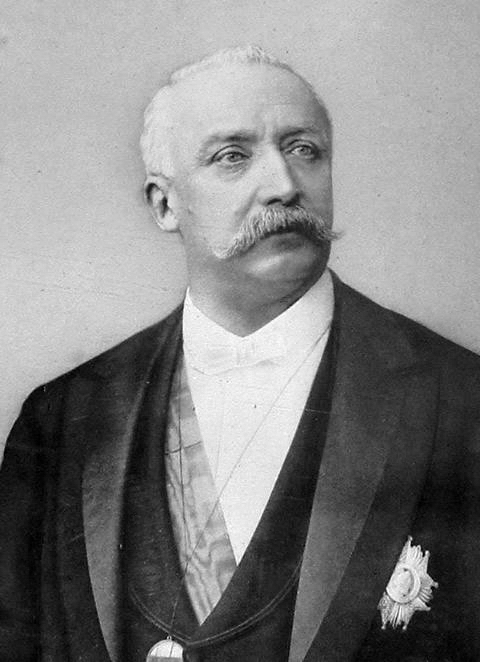
Félix Faure

Félix François Faure (30 ianuarie 1841 – 16 februarie 1899) a fost președinte al Franței din 1895 până la moartea sa.

## Biografie

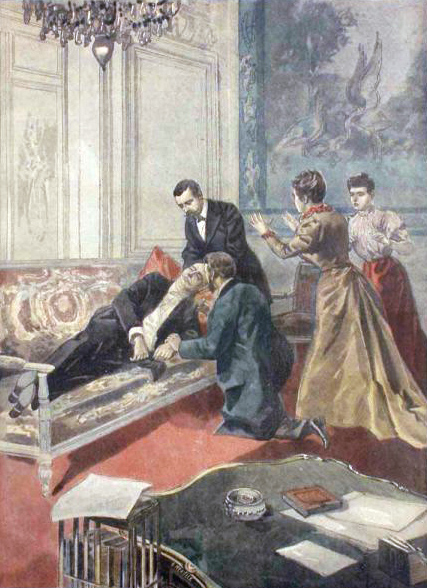
Decesul lui Faure, ilustrat de Le Petit Journal.

## Deces
Faure a murit subit de apoplexie, la Palatul Elysee la data de 16 februarie 1899.
Un segment dintr-un ziar american, de la acea vreme, scria despre acel moment:
| “ | Pe la ora 6, M. Faure, care era atunci în biroul său, s-a dus la ușa camerei lui M. LeGall, secretarul său privat, care este alăturat biroului, și a spus: <<Nu mă simt bine. Vino la mine.>> | ” |